# Primera fila (música)

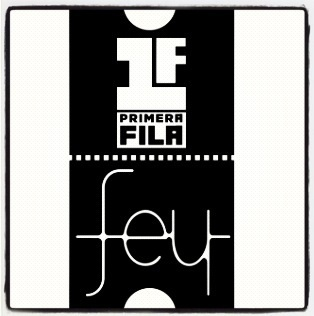
Logotipo distintivo de Primera fila en un álbum de la cantante Fey

Una presentación Primera fila es una serie de conciertos de diversos artistas, bajo una combinación de ritmos acústicos con elementos propios de los cantantes o bandas. Estos están organizados, producidos y dirigidos por Sony Music México. Ya que dicho formato no lo puede conseguir cualquier artista.
El término proviene del escenario donde se lleva a cabo dicha presentación, ya que consta de una plataforma que está a nivel del público. La plataforma no tiene barreras por lo que está al alcance de los espectadores. Además, tiene una escenografía ambientada de acorde al género musical y al gusto de los intérpretes, que por lo general es una sala. Otra característica es la recopilación de grandes éxitos de tales artistas con la opción de presentar canciones inéditas.
Este tipo de formatos (al igual que el MTV Unplugged), son atractivos para el público, ya que en cada concierto se muestra un escenario ambientado a salas y habitaciones de los intérpretes, acompañados por instrumentos musicales acústicos, sinfónicos, electrónicos y folklóricos. Asimismo, Sony argumenta que el formato de la presentación es bajo un ambiente familiar entre el espectador y los intérpretes.

## Historia

### 2008
- El primero en realizar el nuevo formato en Latinoamérica fue Vicente Fernández en 2008. En dicha presentación, presentó cuatro canciones inéditas.

### 2009
- A finales de 2009, la primera intérprete femenina que hace esto es Thalía con su primer álbum en directo de Primera fila, que fue realizado en el Bank United Center de la Universidad de Miami, Florida. Dicha presentación contó con la presencia de Pedro Capó y del compositor y cantante fallecido Joan Sebastian. Su repertorio estaba acompañado de instrumentos musicales acústicos.

### 2010
- OV7 es la primera banda que lanzó su versión de este formato, esto en 2010, y con un escenario al estilo pop. Esta presentación consolidó el regreso de la banda después de 7 años.
- Miguel Mateos presenta su álbum de Primera fila, en el cual es incluido un documental sobre el propio Mateos. Fue grabado en su natal Argentina, en el Centro Nacional de la Música de Buenos Aires, que además, contó con la participación de la cantante española Malú y el trío mexicano Reik.

### 2011
- En 2011, el venezolano Franco de Vita presentó En Primera fila, un concierto realizado en los estudios Comtel de Miami. En este, se presentaron artistas como Alejandra Guzmán, Gilberto Santa Rosa, Soledad Pastorutti, Debi Nova, Santiago Cruz, Natalia Jiménez y el reencuentro breve de Leonel García y Noel Schajris, integrantes del dúo Sin Bandera.

### 2012
- Sasha Sokol. Benny Ibarra y Erik Rubín, exintegrantes del grupo mexicano Timbiriche forman una faceta como trío bajo el nombre de Sasha, Benny & Erik, cuyo debut fue con su primer álbum en vivo Primera fila: Sasha, Benny y Erik, donde surgió la consolidación de los exmiembros de Timbiriche siendo el primer álbum Primera fila en ser popular.
- La mexicana Fey también presentó su primer álbum en directo titulado Primera fila: Fey, el cual marcó el regreso de Fey a Sony Music. Asimismo, el álbum en vivo se lo hizo en los Estudios Interlomas en México y cuenta con la participación del cantante y multinstrumentista mexicano Aleks Syntek, con quien ya había compartido escenario.
- El italiano Gigi D'Alessio lanza su Primera fila, donde 14 canciones son en español y una en napolitano. Se realizó en los Estudios Interlomas en México. Se destaca la participación de los cantantes mexicanos Cristian Castro y Edith Márquez, y la presentación de la cantante italiana Anna Tatangelo.

### 2013
- La banda española La Oreja de Van Gogh presenta su Primera fila, cuya presentación fue en los Estudios Churubusco de México. Cuenta con las participaciones especiales de los cantantes mexicanos Leonel García, Natalia Lafourcade, Samo y la del argentino Abel Pintos.
- El mexicano Cristian Castro hace presentación de su álbum En Primera fila - Día 1, el cual contó con la participación de Ha*Ash, Reik, Leonel García y su madre Verónica Castro.
- Franco de Vita haría un segundo proyecto titulado Vuelve en: Primera fila, donde se presentan más artistas como Wisin, Víctor Manuelle, Gloria Trevi, Gian Marco, San Luis, Gusi & Beto y Axel, y la presentación de los cantantes europeos Vanesa Martín, India Martínez y Gigi D'Alessio. Además, De Vita es el primero en realizar dos álbumes bajo el mismo concepto y es el de más invitados especiales.
- La mexicana Alejandra Guzmán también presentó su álbum Primera fila: La Guzmán, donde sobresale los diferentes estilos musicales y cuenta con las participaciones de artistas como Fonseca, Beatriz Luengo, Dani Martín, Draco Rosa y la participación instrumental de Mario Domm.

### 2014
- El trío femenino mexicano Flans hace su regreso lanzando su álbum titulado Primera fila: Flans, acreditado a Ilse, Ivonne y Mimí.
- Cristian Castro saca un segundo álbum titulado En Primera fila: Día 2, donde cuenta con la participación del cantante mexicano Benny Ibarra, el colombiano Jorge Celedón y el acordeonista Jimmy Zambrano.
- El dúo femenino estadounidense Ha*Ash lanza su álbum en vivo en Primera fila titulado Hecho realidad, el cual fue uno de los más exitosos de todos los conciertos publicados en ese formato.[cita requerida] Dicho álbum presenta un escenario ambientado al estilo country de Ha*Ash y cuenta con las participaciones de Maluma, Axel, Joy Huerta, Matisse y Julio Ramírez de Reik.[1]

### 2015
- El cantante brasileño Roberto Carlos celebra sus 50 años de trayectoria con Primera fila, el cual fue grabado en los Abbey Road Studios de Londres y varía su repertorio, tanto en portugués como en español, y cuenta con la versión inédita de la canción de The Beatles: "And I Love Her". Cuenta con la participación del cantante mexicano Marco Antonio Solís.
- Las cantantes mexicanas Guadalupe Pineda, Tania Libertad y Eugenia León unen sus voces como trío para presentar el álbum en vivo denominado Primera fila: Las tres grandes. Cuenta con la participación de las cantantes mexicanas Lila Downs y Paquita la del Barrio.

### 2016
- El grupo mexicano Bronco hace su regreso con Sony Music, presentando su álbum Primera fila, y fue grabado en los Estudios Churubusco de México con los intérpretes mexicanos Cristian Castro, Julieta Venegas y León Larregui y el dúo argentino Illya Kuryaki and the Valderramas.[2]
- El dúo Sin Bandera hizo presentación de su álbum en vivo titulado Primera fila: Una última vez (Encore). Es uno de los álbumes que no cuentan con invitados especiales. Tiene la característica de emplear instrumentos netamente acústicos[3]

- La cantante mexicana Yuri hace estreno de su álbum Primera fila. Cuenta con la participación del cantante colombiano Carlos Vives, los mexicanos Carlos Rivera y Manuel Mijares, y los tríos mexicanos Pandora y Matisse.

### 2017
- Yuridia se consagra con la grabación de su primer álbum en vivo, titulado Primera fila: Yuridia, el cual tuvo como escenario una pequeña casa en medio de un estrellado cielo desértico. La cantante se convirtió en la primera artista en grabar en tiempo récord un concierto de este formato. Yuridia fue la artista solista más joven en grabar en este formato, y contó con las colaboraciones de Malú, Pepe Aguilar y Audri Nix. Este fue el último concierto del formato Primera Fila.

### 2018-presente
Desde 2018 no se ha vuelto a retomar ese formato de conciertos por parte de Sony Music.

## Artistas que han grabado un Primera fila
| Artista                                         | Álbum                                                                            | Fecha de grabación                             | Notas |
| ----------------------------------------------- | -------------------------------------------------------------------------------- | ---------------------------------------------- | --- |
| Vicente Fernández                               | Primera fila: Vicente Fernández                                                  | 2008                                           | Primer artista en grabar un álbum con este formato. |
| Thalía                                          | Primera fila: Thalía                                                             | 29 y 30 de julio de 2009                       | Primero en ser grabado fuera de México, fue grabado en el Bank United Center de la Universidad de Miami en Florida, Estados Unidos. Participan Pedro Capó y Joan Sebastian. |
| OV7                                             | Primera fila: OV7                                                                | 21 de julio de 2010                            | El álbum marca el regreso de la banda a los escenarios luego de 7 años de ausencia. |
| Miguel Mateos                                   | Primera fila: Miguel Mateos                                                      | Diciembre de 2010                              | Grabado en la Casa de la Música de Buenos Aires, en Argentina. Participan Malú y Reik. |
| Franco de Vita                                  | Franco de Vita en Primera fila                                                   | 19 y 20 de enero de 2011                       | Participan Debi Nova, Santiago Cruz, Alejandra Guzmán, Leonel García y Noel Schajris en un reencuentro breve de Sin Bandera, Soledad Pastorutti, Gilberto Santa Rosa, Amaia Montero y Natalia Jiménez.                                                                                                  |
| Sasha, Benny y Erik                             | Primera fila: Sasha, Benny y Erik                                                | Junio de 2012                                  | Participación de Jass Reyes, líder de la banda Playa Limbo. |
| Fey                                             | Primera fila: Fey                                                                | 22 de junio de 2012                            | Participación de Aleks Syntek. |
| Gigi D'Alessio                                  | Primera fila: Gigi D'Alessio                                                     | 18 de septiembre de 2012                       | Primer cantante europeo en grabar un Primera fila. Participan Edith Márquez, Cristian Castro y Anna Tatangelo. |
| Cristian Castro                                 | Cristian Castro en Primera fila - Día 1                                          | Noviembre de 2012                              | Participan Ha*Ash, Leonel García, Verónica Castro y Reik. |
| Franco de Vita                                  | Franco de Vita vuelve en: Primera fila                                           | 10 y 11 de julio de 2013                       | Primer artista en realizar dos conciertos con el formato Primera fila. Es además el que cuenta con más invitados: Wisin, Victor Manuelle, Vielka Pietro, Rafael "El Pollo" Brito, Gloria Trevi, Carlos Rivera, Gian Marco, San Luis, Gusi & Beto, Axel, Vanesa Martín, India Martínez y Gigi D'Alessio. |
| La Oreja de Van Gogh                            | Primera fila: La Oreja de Van Gogh                                               | 25 de julio de 2013                            | Participan Natalia Lafourcade, Samo, Abel Pintos y Leonel García. |
| Alejandra Guzmán                                | Primera fila: La Guzmán                                                          | 8 de agosto de 2013                            | Participan Fonseca, Beatriz Luengo, Dani Martín, Draco Rosa y la participación instrumental de Mario Domm. |
| Cristian Castro                                 | Cristian Castro en Primera fila: Día 2                                           | Noviembre de 2012 y publicado en abril de 2014 | Segundo y último artista en grabar dos conciertos con el formato Primera fila. Participan Benny Ibarra, Jorge Celedón y Jimmy Zambrano. |
| Flans                                           | Primera fila: Flans                                                              | 11 de junio de 2014                            | Acreditado a Ilse, Ivonne y Mimí, integrantes de Flans. |
| Ha*Ash                                          | Primera fila: Ha*Ash. Hecho realidad                                             | 7 de julio de 2014                             | Participan Joy Huerta, Julio Ramírez (integrante de Reik), Axel, Matisse, Maluma y Maldita Nerea. |
| Roberto Carlos                                  | Primera fila: Roberto Carlos                                                     | 2015                                           | Primer concierto en formato Primera fila en ser grabado fuera del continente americano, en los Abbey Road Studios de Londres. Participación de Marco Antonio Solís. Primer cantante brasileño en realizar una presentación de este formato.                                                             |
| Guadalupe Pineda, Tania Libertad y Eugenia León | Primera fila: Las tres grandes - Eugenia León, Tania Libertad y Guadalupe Pineda | 2015                                           | Participan María León, Ely Guerra, Lila Downs y Paquita la del Barrio. |
| Sin Bandera                                     | Primera fila: Sin Bandera. Una última vez (Encore)                               | 28 de septiembre de 2016                       | A diferencia de otras presentaciones con este formato, no existe participación de otros artistas. De este álbum se desprenden dos canciones inéditas, que son: «¿Qué pasaría?» y «Adiós». |
| Bronco                                          | Primera fila: Bronco                                                             | 10 de noviembre de 2016                        | El álbum marca la recuperación del nombre original del grupo, luego de no poder utilizarlo por 20 años. Participan Cristian Castro, Illya Kuryaki & The Valderramas, LemonGrass, Julieta Venegas y León Larregui.                                                                                       |
| Yuri                                            | Primera fila: Yuri                                                               | 2016                                           | Participan Carlos Vives, Carlos Rivera, Manuel Mijares, Pandora y Matisse. |
| Yuridia                                         | Primera fila: Yuridia                                                            | 26 de agosto de 2017                           | Participan Malú, Pepe Aguilar y Audri Nix. Este fue el último concierto del formato Primera Fila. |